# Ángel Soler
Ángel Soler (1906 - 7 de julio de 1990) fue un periodista y locutor radiofónico español.

## Biografía
Es considerado como uno de los grandes impulsores de la cadena Radio España. Su actividad profesional se sitúa en el mundo financiero. Trabajó en la Banca Zaragozana hasta que abandona esa actividad por las ondas.
Se incorpora a Radio España el 19 de marzo de 1940 y permaneció en la emisora hasta su jubilación, el 31 de diciembre de 1976. También trabajo en otras emisoras de radio como Radio Intercontinental y la Voz de Madrird, aunque su nombre quedó para siempre unido a Radio España de Madrid, donde consiguió sus grandes éxitos, en su trayectoria contó con compañeros destacados como fueron Lola Cervantes, compañera en los dramáticos de la época, y Juan Martín Gómez, como guionista.
Fue, durante tres décadas y media uno de los locutores más populares de la radio española, con programas en directo y con participación de los oyentes.